# Miraflores de la Sierra
Miraflores de la Sierra er en by og kommune i det centrale Spanien i Madrid-regionen. Den har et indbyggertal på 7.139 (2024) indbyggere.